# دون بروكيت
دون بروكيت (بالإنجليزية: Don Brockett)‏ مواليد 30 يناير 1930 في بيتسبرغ - الوفاة 2 مايو 1995 في بيتسبرغ، هو ممثل ومخرج ومنتج وكوميدي أمريكي بدأ مسيرته الفنية سنة 1966. امتدت مسيرته الفنية لأكثر من 29 عاما. ظهر في أعمال مثل بوب روبرتس، فلاش دانس، صمت الحملان وحي السيد روجرز.

## روابط خارجية
- دون بروكيت على موقع IMDb (الإنجليزية)
- دون بروكيت على موقع ألو سيني (الفرنسية)
- دون بروكيت على موقع ميوزك برينز (الإنجليزية)
- دون بروكيت على موقع أول موفي (الإنجليزية)
- دون بروكيت على موقع قاعدة بيانات الأفلام السويدية (السويدية)
- دون بروكيت على موقع قاعدة بيانات الفيلم (الإنجليزية)
- دون بروكيت على موقع كينوبويسك (الروسية)